# Boros Ádám-díj
A Boros Ádám-díj a magyarországi terepbotanikusok legnagyobb elismerésének számító kitüntetése. Azok a flórát és vegetációt kutató botanikusok kaphatják meg, akik olyan tudományos teljesítményt nyújtanak, melyből kiviláglik, szenvedélyük a növénytan, azaz a szeretetre méltó tudomány (Scientia amabilis).
A díjat dr. Tóth Albert Rátz Tanár Úr-életműdíjas kisújszállási gimnáziumi tanár és szakfelügyelő (Karikó Katalin egykori középiskolai biológiatanára) alapította 1998-ban, azzal a céllal, hogy ezzel ismerjék el azokat a botanikus kutatókat, akik sokat tettek a hazai és kárpát-medencei növényvilág megismeréséért.
A díj a magyarországi terepi botanika, florisztika és bryológia (mohakutatás) legendás alakja, Boros Ádám, a biológiai tudományok doktora nevét viseli. A díjat hagyományosan az Aktuális Flóra- és Vegetációkutatás a Kárpát-medencében című nemzetközi konferencián adják át.
A díjat első alkalommal 1998-ban az alapító javaslata alapján a következő kuratórium ítélte oda:
- Dr. Borhidi Attila, az MTA levelező tagja
- Dr. Fekete Gábor, az MTA rendes tagja
- Dr. Jakucs Pál, az MTA rendes tagja
- Dr. Pócs Tamás, az MTA levelező tagja
- Dr. Tóth Albert, a díj alapítója
- Dr. Vida Gábor, az MTA rendes tagja

A díjazottakra a második díjátadótól kezdődően a korábbi díjazottak tehetnek javaslatot és a jelöltek közül a Boros Ádám-díj kuratóriuma titkos szavazással választja ki a díjazottakat.
A kuratórium összetétele 2024 januárjában:
- Dr. Bartha Dénes, az MTA doktora
- Dr. Borhidi Attila, az MTA rendes tagja
- Dr. Kevey Balázs, az MTA doktora
- Dr. Molnár V. Attila, az MTA doktora
- Dr. Molnár Zsolt, az MTA doktora
- Dr. Pócs Tamás, az MTA rendes tagja
- Dr. Tóth Albert, a díj alapítója
- Dr. Vida Gábor, az MTA rendes tagja
- Dr. Vojtkó András, PhD.

A díj díszoklevéllel és a Kossuth-díjas és Munkácsy Mihály-díjas Györfi Sándor szobrászművész által készített emlékplakettel jár együtt.

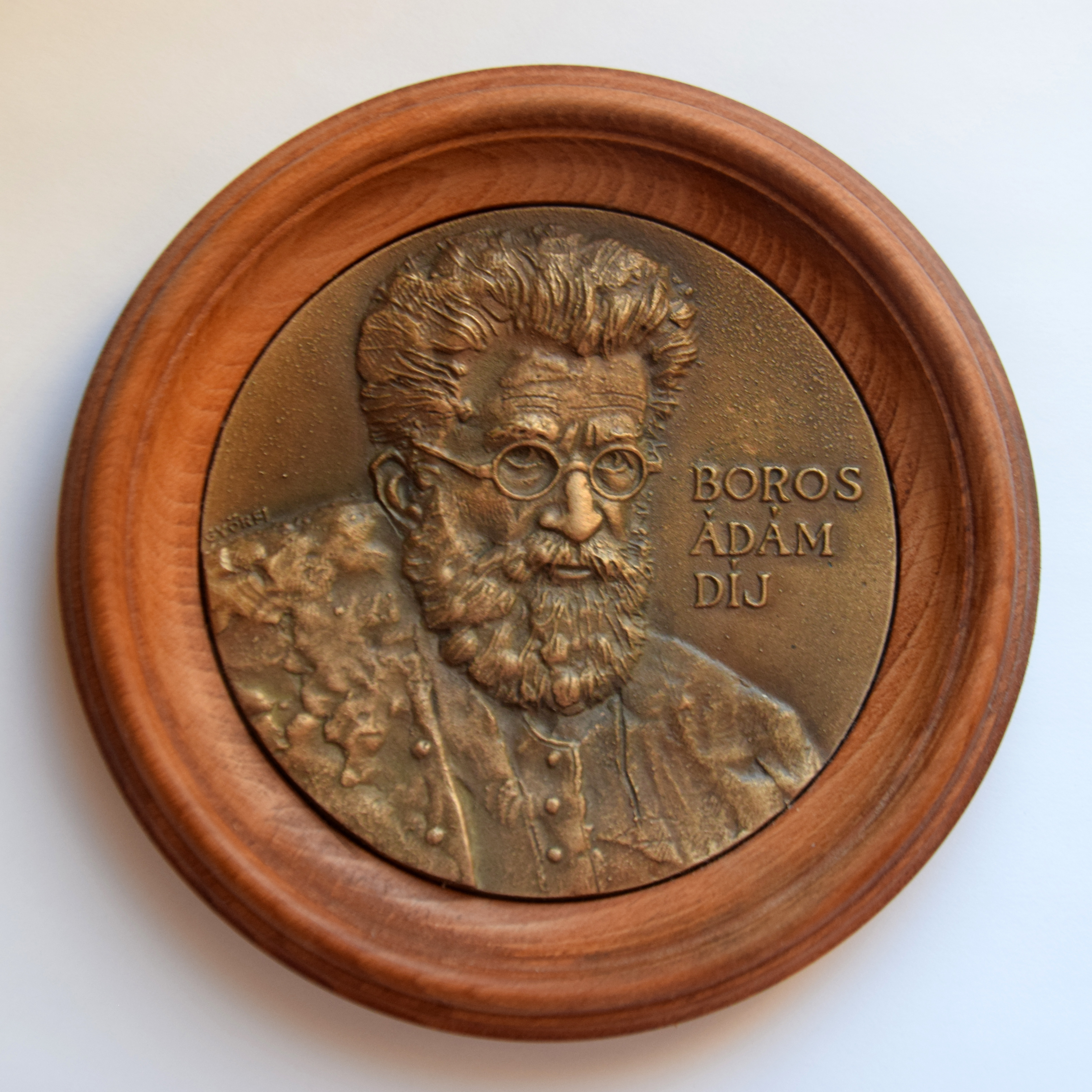
A Boros Ádám-díj emlékplakettje. Györfi Sándor szobrászművész alkotása, egyoldalas, átmérője 105 mm, Boros Ádám domború arcképét ábrázolja, és BOROS ÁDÁM DÍJ felirattal van ellátva. Fénykép: Molnár V. Attila

## A Boros Ádám-díj kitüntetettjei
1998 (Felsőtárkány): 1998. október 24.
- Kröel-Dulay György, Rédei Tamás, Tatár Dóra, Barabás Sándor: a Hammarbya paludosa felfedezéséért
- Vidéki Róbert, Molnár V. Attila, Karl Robatsch: az Epipactis tallosii felfedezéséért)
- Kevey Balázs: a Dentaria trifoliata újrafelfedezéséért
- Lendvai Gábor: a Nepeta parviflora újrafelfedezéséért
- Lájer Konrád: Aldrovanda vesiculosa új lelőhelyének felfedezéséért
- Vidéki Róbert, Molnár V. Attila, Sulyok József: Sparganium minimum újra felfedezéséért
- Salamonné dr. Albert Éva: a Sásdi-rétek felfedezéséért
- Lesku Balázs és Jakab Gusztáv: a piricsei Júlia-liget felfedezéséért
- Tilia folyóirat
- Kitaibelia folyóirat

1999: Szombathely: 1999. október 26.
- Vojtkó András: a Valeriana simplicifolia magyarországi felfedezéséért

2000: Jósvafő: 2000. október 14.
- Farkas Sándor: a Magyarország védett növényei című kötet szerkesztéséért
- Nagy József: a Börzsöny hegységben végzett botanikai kutatásokért

2002: Pécs: 2002. március 8.
- Király Gergely: a hazai flórakutatás és flóratérképezés megszervezéséért

2004: Kesztely: 2004. február 28.
- Csiky János: a Nógrád-Gömöri bazaltvidék flórájának feltárásáért
- Szmorad Ferenc: a Nyugat-Dunántúl vegetációjának kutatásáért

2006: Debrecen: 2006. február 24–26.
- Alexandru Sabin Bădărau: az Erdélyi Mezőségben végzett kimagasló florisztikai kutatásaiért
- Hulják Péter: montán cserjefajok előfordulásának felfedezéséért a Zempléni-hegységben

2008: Gödöllő: 2008. február 29. – március 2.
- Balogh Lajos: két évtizedes tevékenységéért a hazai neofiton kutatásban
- Barina Zoltán: a Gerecse hegység flórájának katalógusa című munkájáért
- Molnár Zsolt és Biró Marianna: az Alföld vegetáció- és tájtörténeti kutatásaiért

2012: Gödöllő: 2012. február 24–26.
- Bauer Norbert: a dunántúli-középhegység florisztikai kutatásáért
- Kun András: az ország számos pontján folytatott florisztikai és társulástani feltáró munkájáért

2014: Sopron: 2014. március 7–9.
- Bölöni János: a hazai erdők több nagytájban végzett vegetációtani és természetvédelmi kutatásáért, a hazai az élőhely-osztályozási rendszer megújításában elvégzett munkájáért
- Papp Beáta: A hazai mohakutatásban elért eredményeiért, a hazai mohaflóra védelméért tett erőfeszítéseiért, szervező tevékenységéért és a balkáni mohakutatásban való aktív részvételéért
- Sramkó Gábor: A Matricumban végzett biogeográfiai feltáró munkájáért és a molekuláris genetikai módszerek hazai botanikába való bevezetéséért és széles körű alkalmazásáért

2016: Budapest: 2016. február 12–14.
- Peter Erzberger: magyar mohaflóra jobb megismeréséért és megismertetéséért tett kimagasló munkájáért
- Farkas Edit és Lőkös László: a hazai zuzmóflóra szisztematikus térképezéséért, és ennek megszervezéséért, számos fiatal kutatónak a lichenológiába történő bevonásáért

2018: Debrecen: 2018. február 12–14.
- Negrean, Gavril: az erdélyi és kárpáti flóra sok évtizedes kutatásáért, a romániai természetvédelem előremozdítását célzó törekvéseiért
- Somlyay Lajos: kiterjedt, széles körű, számos hazai tájegységet és taxont érintő florisztikai és taxonómiai kutatómunkájáért és a 20. század hazai botanikai tudománytörténetében végzett tevékenységéért
- Takács Attila: a hazai herbáriumok anyagának dokumentálása és bővítése terén tett erőfeszítéseiért, a Tiszántúl kevéssé kutatott területein folytatott florisztikai feltáró munkájáért és a Kitaibelia című folyóirat szerkesztéséért, megújításáért
- Virók Viktor: a Tornai-karszt területén végzett botanikai feltáró és összegző munkájáért, az Új Magyar Füvészkönyv révbe viteléért, a Gömör-Tornai karszt flórája című monográfia megírásában, szerkesztésében vállalt szerepéért

2021: Debrecen: 2021. november 11.
- Schmotzer András: az Északi-középhegység déli előterének florisztikai feltárásáért és természetvédelmi botanikai kutatásaiért, Eger városa, a Bükkalja és a Hevesi-sík szisztematikus florisztikai-növényföldrajzi kutatásáért
- Schmidt Dávid: a Kisalföld flóra- és vegetációkutatásáért, a Magyarország edényes növényfajainak elterjedési atlasza megjelentetésében és a flóratérképezés szervezésében végzett munkájáért

2024: Gödöllő: 2024. február 2.
- Németh Csaba: a magyarországi Sorbus kisfajokkal, mohákkal és brioparazita gombákkal kapcsolatos kutatásaiért
- Pinke Gyula: a hazai szegetális gyomnövényzet sokféleségének feltárása terén és megőrzése érdekében végzett mélyreható tudományos és kimagasló ismeretterjesztő munkásságáért
- Pifkó Dániel: a Chamaecytisus nemzetség taxonómiájának és chorológiájának feltárásában végzett munkájáért, a Magyar Természettudományi Múzeum Növénytárának munkatársaként 20 éven át végzett herbáriumi gyűjtő és -fejlesztő tevékenységéért, valamint tudománytörténeti munkásságáért (posztumusz)